# Аммерстол
Аммерстол (нід. Ammerstol) — село в нідерландській провінції Південна Голландія. Входить до муніципалітету Крімпенервард.
До 1985 року мало статус окремого муніципалітету.

## Галерея

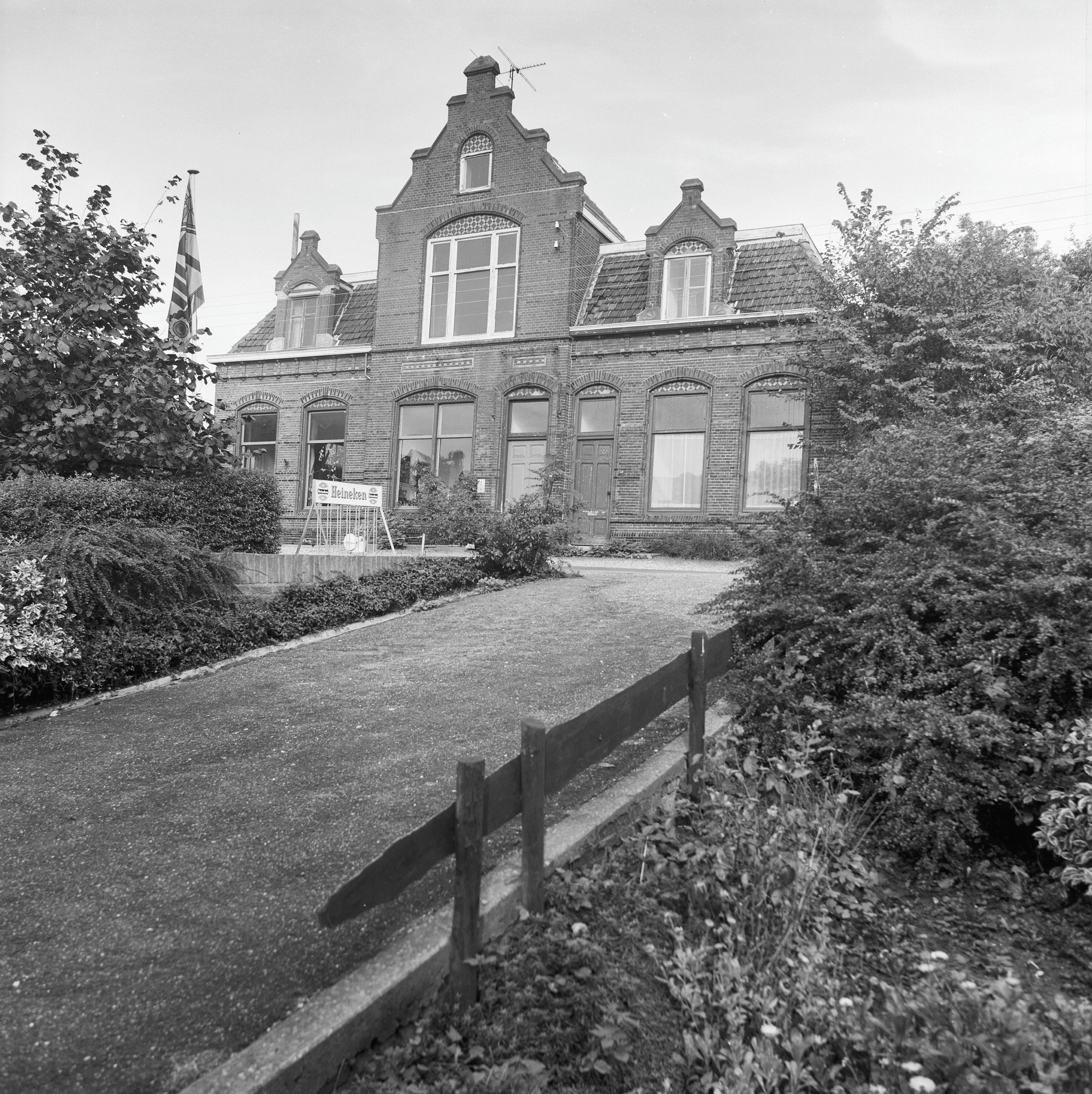
Колишня будівля поштового відділення
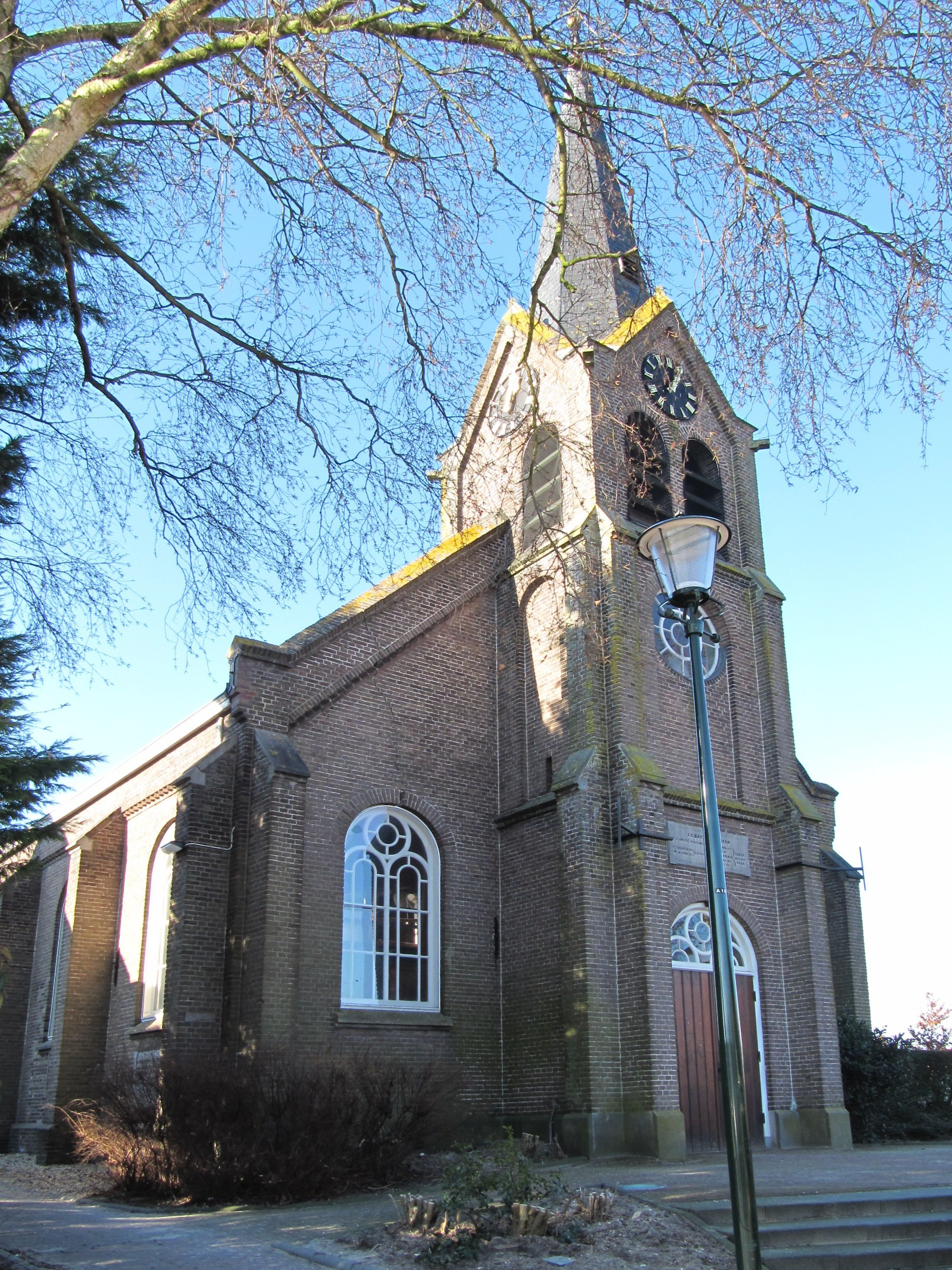
Реформістська церква в селі
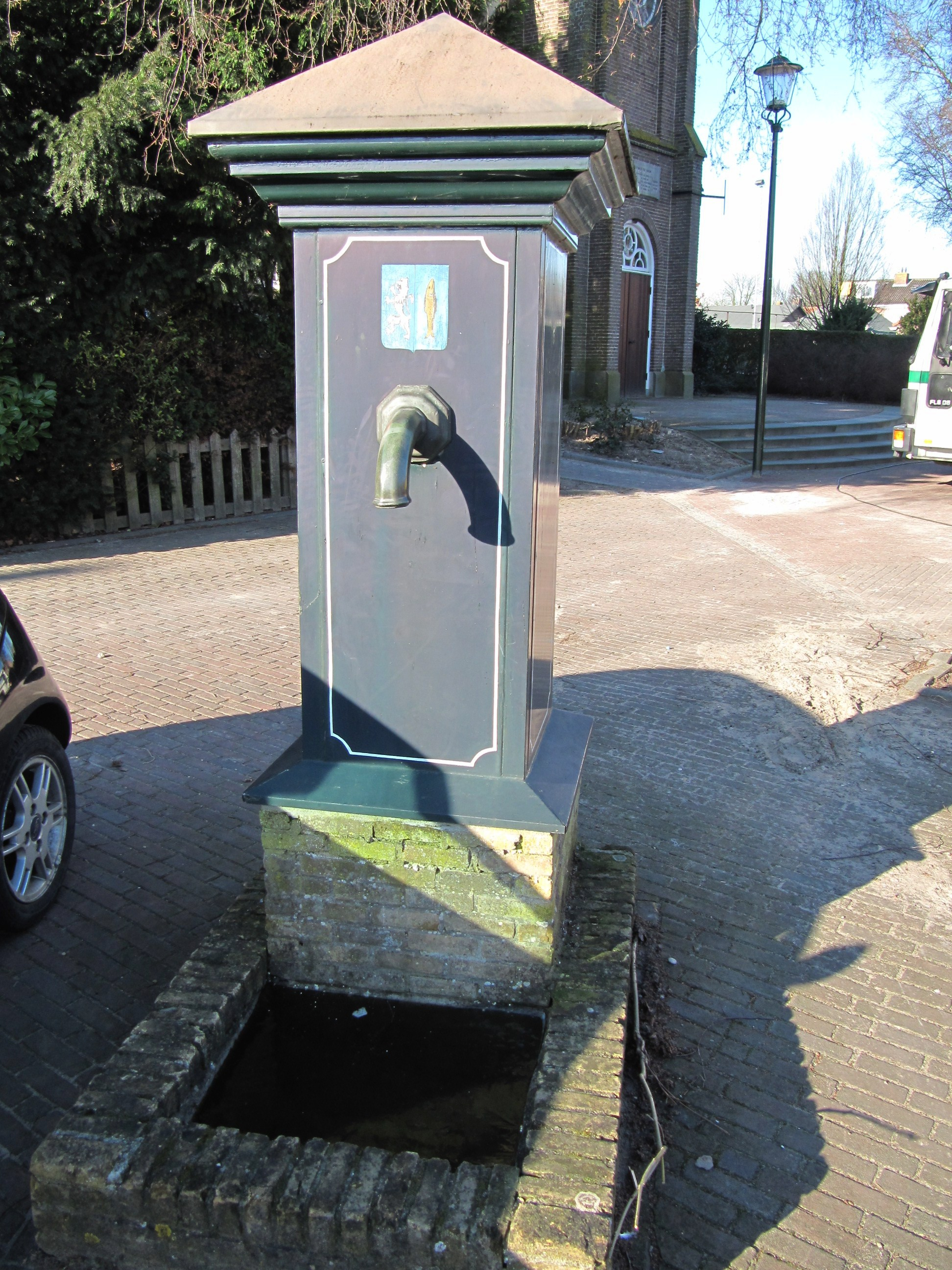
Водяна колонка